# Alberto Giubilo
Alberto Giubilo (Roma, 13 dicembre 1917 – Roma, 15 maggio 1997) è stato un giornalista e telecronista sportivo italiano.
È stato la voce dell'ippica (galoppo e trotto) e dell'equitazione dal 1946 al 1997.

## Biografia
Figlio d'arte, il padre Giuseppe è stato a sua volta giornalista; Alberto era inoltre fratello di Corrado, ex calciatore tra gli anni '30 e '50 del Novecento, di Sergio e di Gianfranco, a loro volta giornalisti sportivi, il primo alla Rai come radiocronista, il secondo al quotidiano romano Il Tempo. 
Laureato in legge, Giubilo esordì alla radio nel 1939 e nel 1953 avviene il passaggio in televisione. La prima telecronaca (in contemporanea alla radiocronaca) ippica della Rai fu proprio di Giubilo nel 1954.
Giubilo è ricordato anche per un documentario dal nome Poesia del trotto che è stato proiettato alla Mostra di Venezia, nella sezione controcampo italiano, meritando una menzione speciale. Fino al 1975 circa è stato anche capo ufficio stampa dell'U.N.I.R.E., il massimo ente ippico italiano. È comparso anche nel film Febbre da cavallo, e la sua voce si sente nel film Per vivere meglio, divertitevi con noi.
È morto a Roma il 15 maggio 1997, all'età di 79 anni. Grazie a Giulio Andreotti, oggi a Giubilo è dedicato un importante premio del calendario ippico.
| Controllo di autorità | VIAF (EN) 195621061 · ISNI (EN) 0000 0004 2018 0168 · SBN SBLV172879 |